# Rivière Talluup
Pour les articles homonymes, voir Talluup.
La rivière Talluup est affluent de la rivière Kovik, laquelle coule vers l'ouest jusqu'au littoral est de la baie d'Hudson. La rivière Talluup coule dans le territoire non-organisé de la Baie-d'Hudson, dans la péninsule d'Ungava, dans la région administrative du Nord-du-Québec, au Québec, au Canada.

## Géographie
Les bassins versants voisins de la rivière Talluup sont :
- côté nord : rivière Derville, rivière Guichaud, détroit d'Hudson ;
- côté est : rivière Umiruup ;
- côté sud : rivière Kovik ;
- côté ouest : rivière Derville.

La partie supérieure de la rivière est située au sud du bassin versant supérieur de la rivière Derville et de la rivière Guichaud laquelle coule vers l'est pour se déverser sur la rive ouest du Fjord de Salluit.
Le cours de la rivière Talluup se dirige vers le sud, notamment en traversant plusieurs lacs dont le lac Fargues sur 7,2 km vers le sud-ouest et le lac Talluup sur 9,6 km dans le sens nord-sud.
La colline Talluup Qaqqanga (dite colline Taluq) est située du côté est de la rivière Talluup, soit entre le lac Ikkarujaaq, le lac Talluup et la rivière Kovik.
L'embouchure de la rivière Talluup se déverse sur la rive nord dans un coude de la rivière Kovik à 41,3 km en amont de l'embouchure de cette dernière sur le littoral est de la baie d'Hudson, à 17,2 km en amont de l'embouchure de la rivière Durouvray et à 5,3 km en aval de l'embouchure de la rivière Umiruup.

## Toponymie
Sur le plan toponymique, le lac Talluup, la rivière Talluup et la colline Talluup Qaqqanga ont le même origine.
Le toponyme rivière Talluup a été officialisé le 25 juin 1987 à la Commission de toponymie du Québec.